# 2002年のテレビ (日本)
2002年のテレビでは、2002年のテレビ分野（主に日本）の動向についてまとめる。

## テレビ番組関係の出来事

### 1月
- 1日 - 欽ちゃんの仮装大賞に香取慎吾が新司会に加わり、タイトル変更。
- 6日 - NHK大河ドラマ『利家とまつ〜加賀百万石物語〜』が放送開始（ - 12月15日）。
- 29日 - 田中真紀子外相が更迭されたのを受け、NHKや民放各局はそれに関連する報道特別番組を編成。

### 2月
- 8日 - ソルトレーク冬季オリンピックが開幕、NHKと民放各局が生中継（ - 2月24日）。

### 3月
- 13日 - NHK教育テレビで1975年4月から開始した子供向け教育番組『あいうえお』がこの日をもって放送終了。27年の歴史に幕。
- 30日 - 朝日放送で1958年[1] から放送された関西ローカルの長寿刑事ドラマ『部長刑事シリーズ』がこの日の放送で終了、44年の歴史に幕。
- 31日 - テレビ朝日系で1982年4月から放送されていた料理番組『料理バンザイ!』がスポンサーの雪印乳業（雪印メグミルクの前身）のグループ会社の不祥事[2] を理由にこの日をもって放送終了、約20年の歴史に幕。

### 4月
- 1日 - NHK連続テレビ小説『さくら』放送開始（ - 9月28日）
  - NHK教育テレビの子供向け番組『おかあさんといっしょ』の姉妹番組として、NHK BS2で『BSおかあさんといっしょ』が放送開始（2010年3月18日終了）。
  - 日本テレビ系で報道・情報番組がリニューアル。『ザ!情報ツウ』は峰竜太と麻木久仁子が担当。『NNNきょうの出来事&SPORTSMAX』が改題リニューアル。『最強魂』が新番組に。
  - TBS系で報道・情報番組がリニューアル。『おはよう!グッデイ』は露木茂と久保田智子アナウンサーが担当。
  - テレビ朝日系で報道・情報番組がリニューアル。『スーパーモーニング』は前田吟が担当。新番組は『うるおい宣言!』に。
  - テレビ東京系で報道・情報番組がリニューアル。『早出しニュースアイ』と『激スポ!』が新番組に。
- 6日 - TBS系でみのもんたメインキャスターの報道番組『みのもんたのサタデーずばッと[3]』放送開始（2014年3月29日終了）。
- 7日 - 日本テレビ系で法律をテーマとしたバラエティ番組『行列のできる法律相談所』放送開始。スタート当初は視聴者からのあらゆるトラブルを専門の弁護士が相談に応じるという内容だったが、その後はゲストの芸能人のトーク中心の内容になっている回が多い（2022年現在は『行列のできる相談所』として放送中）。
- 8日 - NHK教育テレビの子供向け番組『天才てれびくんワイド』の司会者が極楽とんぼに交代[4]。てれび戦士の新メンバーの内、飯田里穂が加入[5]。
- 9日 - NHK教育テレビ『ピタゴラスイッチ』放送開始（2022年現在も放送中）。
- 11日 - NHKアナウンサー時代に『私の秘密』を担当、フリー後にTBSの年末特番『日本レコード大賞』やフジテレビの正月特番『新春スターかくし芸大会』などを務めた司会者・高橋圭三が、この日死去。
- 14日 - テレビ東京系で経済ドキュメンタリー番組『日経スペシャル ガイアの夜明け』が放送開始（2020年現在も放送中）。
- 28日 - 朝日放送・テレビ朝日系で住宅のリフォームを密着するドキュメントバラエティ『大改造!!劇的ビフォーアフター』（第1期）が放送開始[6]。

### 5月
- 4日 - TBS系『筋肉番付』がこの日で放送終了。
- 31日 - 2002 FIFAワールドカップが開幕、NHKと民放各局が生中継（ - 6月30日）。

### 6月
- 1日 - TBS「王様のブランチ」がBS-i（BS-TBSの前身）でサイマル放送を開始（2012年9月29日で終了。番組自体は2020年現在も継続中）。
- 19日 - 鈴木宗男衆議院議員が収賄容疑で逮捕されたことに伴い、NHKと民放各局は報道特別番組を編成。

### 7月
- 7月6日・7日 - フジテレビ系で『FNS27時間テレビ みんなのうた 〜あの素晴らしい日本をもう一度〜』を放送。

### 8月
- 17日・18日 - 日本テレビ系で『24時間テレビ 「愛は地球を救う」25』を放送。マラソンランナーは西村知美が務めた。

### 9月
- 6日 - フジテレビ系で1981年の番組開始から21年間続いたドラマシリーズ『北の国から』がこの日放送の「2002遺言」をもって完結。
- 15日 - TBS系『東芝日曜劇場』でこの日放送された『太陽の季節』の最終回をもって東芝による一社提供番組から撤退。1956年（昭和31年）から1993年（平成5年）までの単発ドラマ時代を含めて45年弱続いた『東芝日曜劇場』が終幕する。テレビ開始から50年間（1953年 - 2003年）で一番長く放送された番組だった。
- 17日 - 小泉純一郎内閣総理大臣（当時）が歴代総理として史上初めて 北朝鮮を訪問、金正日朝鮮労働党総書記（当時）と会談した模様をNHKと民放各局が生中継。日本人拉致問題を公式に認めたことから、各局のワイドショーは北朝鮮報道一色となる。
- 25日 - 北海道テレビ放送（HTB）で鈴井貴之・大泉洋出演のローカルバラエティ『水曜どうでしょう』のレギュラー放送終了。以後、不定期で新作を放送。
- 30日 - NHK連続テレビ小説『まんてん』放送開始（ - 2003年3月）。

### 10月
- 9日 - テレビ朝日系で東映製作の刑事ドラマ『相棒』（第1作）放送開始。以後シリーズ化されて人気を博し、例年10 - 3月に新作が放送されている。
- 15日 - NHKや民放各局は 北朝鮮に拉致された日本人5人が帰国した模様を生中継。

### 12月
- 31日
  - TBS系で『輝く!第44回日本レコード大賞』を放送。大賞は浜崎あゆみの「Voyage」。また、この年死去した高橋圭三（先述）に、「特別功労賞」が贈られた。
  - 第53回NHK紅白歌合戦を放送。

## その他テレビに関する話題
- 日本テレビがこの年の年間視聴率で1994年から9年連続3冠王となる。翌2003年春には年度視聴率でも9年連続3冠王となる。

## 周年

### 番組
- 3月
  - 『美少女戦士セーラームーン』放送開始10周年※同時期に再放送が行われていた。
  - 『いつみても波瀾万丈』（日本テレビ）放送開始10周年
  - 『からだ元気科』（日本テレビ）放送開始5周年
- 4月
  - 『趣味の園芸』（NHK教育）放送開始35周年
  - 『中学生日記』（NHK名古屋放送局 / NHK教育）放送開始30周年[7]
  - 『金曜ロードショー』（日本テレビ）放送開始30周年[8]
  - 放送開始10周年
    - 『クレヨンしんちゃん』（テレビ朝日）
    - 『あつまれ!わんパーク』（NHK教育）[9]
    - 『TVチャンピオン』（テレビ東京）

  - 放送開始5周年
    - 『スーパーJチャンネル』（テレビ朝日）
    - 『どっちの料理ショー』（読売テレビ）
    - 『たけしの誰でもピカソ』（テレビ東京）
- 6月
  - 『とんねるずのみなさんのおかげでした』（フジテレビ）放送開始5周年
- 10月
  - 『NHK杯テレビ囲碁トーナメント』（NHK教育）放送開始40周年
  - 放送開始20周年
    - 『笑っていいとも!』（フジテレビ）
    - 『タモリ倶楽部』（テレビ朝日）

  - 『午後は○○おもいッきりテレビ』（日本テレビ）放送開始15周年
  - 『ぶらり途中下車の旅』（日本テレビ）放送開始10周年
  - 放送開始5周年
    - 『キスだけじゃイヤッ!』（読売テレビ）
    - 『トミーズのはらぺこ亭』（関西テレビ）
    - 『学校へ行こう!』（TBS）
    - 『おはスタ』（テレビ東京）
    - 『奇跡体験!アンビリバボー』（フジテレビ）
    - 『伊東家の食卓』（日本テレビ）
    - 『踊る!さんま御殿!!』（日本テレビ）
- 12月3日 - 『キユーピー3分クッキング』（中部日本放送）放送開始40周年[10]

### 開局・放送開始
- 1月8日 - NHK静岡・北九州教育テレビジョン放送開始40周年。
- 3月27日 - NHK名古屋放送局教育テレビジョン放送開始40周年
- 4月1日
  - テレビジョン放送開始45周年 - 北海道放送（札幌局）
  - 開局40周年 - 名古屋テレビ放送、NHK金沢放送局教育テレビジョン
  - 開局30周年 - 北海道文化放送、テレビ神奈川、びわ湖放送
  - 開局20周年 - 熊本県民テレビ
  - 開局5周年 - さくらんぼテレビジョン、高知さんさんテレビ
- 5月29日 - NHK松山・北九州総合テレビジョン放送開始45周年。
- 6月1日 - NHK静岡放送局総合テレビジョン放送開始45周年。
- 6月1日 - NHK札幌放送局教育テレビジョン放送開始40周年。
- 6月1日 - NHK松山放送局教育テレビジョン放送開始40周年。
- 9月1日 - 広島テレビ放送開局40周年。
- 10月1日
  - 開局40周年 - 仙台放送
  - 開局20周年 - 鹿児島放送
  - 開局10周年 - 秋田朝日放送
- 12月1日 - NHK大分放送局教育テレビジョン放送開始40周年。
- 12月22日 - NHK岡山放送局総合テレビジョン放送開始45周年。
- 12月23日 - NHK金沢放送局総合テレビジョン放送開始45周年。

## 記念回
2月
- 16日 - サタ★スマ（フジテレビ）100回。

3月
- 24日 - 医食同源（テレビ東京）1000回。

7月
- 1日 - 快傑えみちゃんねる（関西テレビ）300回。

## 視聴率
数字・視聴率はビデオリサーチ関東地区調べ。その他地域別の視聴率はその他テレビに関する話題参照。

### ニュース・報道番組
| 順位 | 視聴率 | 放送日               | 番組名                         | 放送局     |
| ---- | ------ | -------------------- | ------------------------------ | ---------- |
| 1    | 30.4%  | 9月11日 21:00-22:54  | 0911・カメラはビルの中にいた   | 日本テレビ |
| 2    | 27.9%  | 10月1日 20:00-20:45  | NHKニュース・台風21号関連      | NHK総合    |
| 3    | 27.5%  | 10月15日 19:00-20:00 | NHKニュース7                   | NHK総合    |
| 4    | 26.8%  | 10月1日 19:00-20:00  | NHKニュース7                   | NHK総合    |
| 5    | 25.2%  | 10月1日 21:00-22:00  | NHKニュース9                   | NHK総合    |
| 6    | 25.1%  | 7月16日 5:00-8:13    | NHKニュースおはよう日本        | NHK総合    |
| 7    | 24.4%  | 10月1日 18:10-18:59  | 首都圏ネットワーク             | NHK総合    |
| 8    | 23.7%  | 6月30日 19:00-19:30  | NHKニュース7                   | NHK総合    |
| 9    | 23.0%  | 3月11日 21:54-23:09  | ニュースステーション           | テレビ朝日 |
| 10   | 22.4%  | 7月10日 19:00-19:30  | NHKニュース7                   | NHK総合    |
| 11   | 22.3%  | 10月15日 18:25-18:59 | NHKニュース                    | NHK総合    |
| 12   | 22.1%  | 6月23日 ??:??-??:??  | NHKニュース・気象情報          | NHK総合    |
| 12   | 22.1%  | 11月30日 22:00-23:24 | ブロードキャスター             | TBS        |
| 13   | 21.4%  | 9月9日 19:00-20:54   | ドキュメンタリー・"北の国から" | フジテレビ |
| 13   | 21.4%  | 11月23日 19:00-19:30 | NHKニュース7                   | NHK総合    |
| 14   | 21.2%  | 6月14日 19:00-20:00  | NHKニュース7                   | NHK総合    |
| 15   | 21.1%  | 2月23日 22:00-23:24  | ブロードキャスター             | TBS        |
| 15   | 21.1%  | 6月9日 23:00-24:00   | EZ!TV・第1部                   | フジテレビ |
| 16   | 20.9%  | 7月16日 ??:??-??:??  | NHKニュース                    | NHK総合    |
| 17   | 20.8%  | 3月11日 8:55-11:25   | 外務省問題証人喚問             | NHK総合    |
| 17   | 20.8%  | 11月16日 19:00-19:30 | NHKニュース7                   | NHK総合    |
| 18   | 20.5%  | 7月10日 22:00-22:55  | NHKニュース10                  | NHK総合    |
| 19   | 20.4%  | 11月16日 22:00-23:24 | ブロードキャスター             | TBS        |
| 20   | 20.3%  | 2月2日 22:00-23:24   | ブロードキャスター             | TBS        |
| 20   | 20.3%  | 6月18日 19:00-20:00  | NHKニュース7                   | NHK総合    |
| 20   | 20.3%  | 12月3日 19:00-20:00  | NHKニュース7                   | NHK総合    |
| 20   | 20.3%  | 12月14日 22:00-23:24 | ブロードキャスター             | TBS        |
| 21   | 20.2%  | 7月20日 22:00-23:24  | ブロードキャスター             | TBS        |
| 22   | 20.1%  | 2月17日 19:00-19:30  | NHKニュース7                   | NHK総合    |
| 22   | 20.1%  | 3月12日 19:00-19:30  | NHKニュース7                   | NHK総合    |
| 22   | 20.1%  | 12月1日 19:00-19:30  | NHKニュース7                   | NHK総合    |
| 23   | 20.0%  | 1月26日 22:00-23:24  | ブロードキャスター             | TBS        |

### スポーツ
| 順位 | 視聴率 | 放送日               | 番組名                                                                       | 放送局     |
| ---- | ------ | -------------------- | ---------------------------------------------------------------------------- | ---------- |
| 1    | 66.1%  | 6月9日 20:00-22:54   | 2002 FIFAワールドカップ™・グループリーグ 日本×ロシア                         | フジテレビ |
| 2    | 65.6%  | 6月30日 20:57-22:30  | 2002 FIFAワールドカップ™・決勝 ドイツ×ブラジル（後半戦）                     | NHK総合    |
| 3    | 58.8%  | 6月4日 18:53-20:00   | 2002 FIFAワールドカップ™・1次リーグ 日本×ベルギー（後半戦）                  | NHK総合    |
| 4    | 50.2%  | 6月30日 19:20-20:49  | 2002 FIFAワールドカップ™・決勝 ドイツ×ブラジル（前半戦）                     | NHK総合    |
| 5    | 48.5%  | 6月18日 16:25-18:00  | 2002 FIFAワールドカップ™・決勝トーナメント 日本×トルコ（後半戦）             | NHK総合    |
| 6    | 48.3%  | 6月25日 20:00-22:45  | 2002 FIFAワールドカップ™・準決勝 ドイツ×韓国                                 | 日本テレビ |
| 7    | 47.6%  | 6月26日 21:27-22:30  | 2002 FIFAワールドカップ™ ブラジル×トルコ                                     | NHK総合    |
| 8    | 45.5%  | 6月14日 15:00-17:54  | 2002 FIFAワールドカップ™・サッカー チュニジア×日本                           | テレビ朝日 |
| 9    | 45.3%  | 6月18日 15:05-16:20  | 2002 FIFAワールドカップ™・決勝トーナメント 日本×トルコ（前半戦）             | NHK総合    |
| 10   | 43.1%  | 6月4日 17:49-18:48   | 2002 FIFAワールドカップ™・1次リーグ 日本×ベルギー（前半戦）                  | NHK総合    |
| 11   | 41.6%  | 6月7日 20:10-22:35   | 2002 FIFA Would Cup™・1次リーグ アルゼンチン×イングランド                    | TBS        |
| 12   | 39.1%  | 6月26日 20:00-21:19  | 2002 FIFAワールドカップ™ ブラジル×トルコ                                     | NHK総合    |
| 13   | 35.9%  | 5月31日 21:29-22:30  | 2002 FIFAワールドカップ™・開幕戦・1次リーグ フランス×セネガル                | NHK総合    |
| 14   | 35.4%  | 6月18日 20:10-23:10  | 2002 FIFAワールドカップ™・サッカー・決勝トーナメント 韓国×イタリア           | テレビ朝日 |
| 15   | 34.8%  | 6月17日 21:27-22:30  | 2002 FIFAワールドカップ™・決勝トーナメント ブラジル×ベルギー（後半戦）       | NHK総合    |
| 16   | 34.1%  | 6月16日 22:25-23:15  | 2002 FIFAワールドカップ™・決勝トーナメント スペイン×アイルランド（後半戦）   | NHK総合    |
| 17   | 33.7%  | 6月16日 21:27-22:22  | 2002 FIFAワールドカップ™・決勝トーナメント スペイン×アイルランド（前半戦）   | NHK総合    |
| 18   | 33.0%  | 6月29日 19:40-22:10  | 2002 FIFAワールドカップ™・3位決定戦 韓国×トルコ                              | フジテレビ |
| 19   | 32.6%  | 6月14日 20:10-22:40  | 2002 FIFAワールドカップ™・D組 ポルトガル×韓国                                | 日本テレビ |
| 20   | 32.2%  | 6月21日 21:26-22:30  | 2002 FIFAワールドカップ™・D組 ドイツ×アメリカ                                | NHK総合    |
| 21   | 32.1%  | 6月15日 20:10-22:40  | 2002 FIFAワールドカップ™・決勝トーナメント デンマーク×イングランド           | NHK総合    |
| 22   | 31.1%  | 6月13日 21:28-22:30  | 2002 FIFAワールドカップ™・1次リーグ メキシコ×イタリア                        | NHK総合    |
| 22   | 31.1%  | 6月17日 20:10-21:18  | 2002 FIFAワールドカップ™・決勝トーナメント ブラジル×ベルギー（前半戦）       | NHK総合    |
| 23   | 30.8%  | 6月11日 20:10-22:40  | 2002 FIFAワールドカップ™・E組 カメルーン×ドイツ                              | 日本テレビ |
| 24   | 30.5%  | 10月26日 18:00-21:14 | 2002年プロ野球日本シリーズ 巨人×西武・第1戦（第2部）                         | 日本テレビ |
| 25   | 29.5%  | 6月6日 20:00-22:40   | 2002 FIFAワールドカップ™・A組 ドイツ×ウルグアイ                              | テレビ朝日 |
| 25   | 29.5%  | 10月30日 18:10-21:44 | 2002年プロ野球日本シリーズ 西武×巨人・第4戦                                  | TBS        |
| 26   | 29.1%  | 9月24日 19:00-23:24  | 熱チュー!プロ野球2002 阪神×巨人                                              | フジテレビ |
| 27   | 28.4%  | 12月7日 21:04-22:54  | K-1 WORLD GP 2002・決勝戦                                                    | フジテレビ |
| 28   | 28.2%  | 3月30日 7:45-14:05   | THE BASEBALL バトルボールパーク宣言 巨人×阪神                                | 日本テレビ |
| 29   | 27.5%  | 1月2日 7:45-14:05    | 新春スポーツスペシャル 第78回東京箱根間往復大学駅伝競走・復路                | 日本テレビ |
| 30   | 27.0%  | 1月3日 7:45-14:05    | 新春スポーツスペシャル 第78回東京箱根間往復大学駅伝競走・往路                | 日本テレビ |
| 31   | 26.7%  | 10月16日 18:55-21:00 | サッカー・キリンチャレンジカップ2002 日本×ジャマイカ                         | TBS        |
| 32   | 26.6%  | 6月8日 20:10-22:35   | 2002 FIFAワールドカップ™・C組 ブラジル×中国                                  | TBS        |
| 33   | 26.2%  | 6月3日 20:00-22:30   | 2002 FIFAワールドカップ™・G組 イタリア×エクアドル                            | NHK総合    |
| 34   | 25.8%  | 10月29日 18:10-21:48 | 2002年プロ野球日本シリーズ 西武×巨人・第3戦                                  | テレビ朝日 |
| 35   | 25.2%  | 5月31日 ??:??-??:??  | 2002 FIFAワールドカップ™・開会式                                             | NHK総合    |
| 35   | 25.2%  | 6月5日 20:00-22:30   | 2002 FIFAワールドカップ™・E組 ドイツ×アイルランド                            | NHK総合    |
| 36   | 25.1%  | 9月29日 15:56-18:40  | 2002 ベルリンマラソン                                                        | フジテレビ |
| 37   | 25.0%  | 11月10日 19:00-21:24 | 日米野球 大リーグ×全日本・第1戦                                              | 日本テレビ |
| 38   | 23.2%  | 6月12日 20:00-22:30  | 2002 FIFAワールドカップ™・B組 南アフリカ共和国×スペイン                      | NHK総合    |
| 39   | 22.5%  | 6月1日 20:00-22:30   | 2002 FIFAワールドカップ™・E組 ドイツ×サウジアラビア                          | NHK総合    |
| 39   | 22.5%  | 11月8日 21:00-22:52  | プロ野球珍プレー・好プレー大賞2002スペシャル                                 | フジテレビ |
| 40   | 22.2%  | 6月4日 20:10-22:40   | 2002 FIFAワールドカップ™・D組 韓国×ポーランド                                | フジテレビ |
| 41   | 21.9%  | 12月3日 19:00-21:14  | トヨタカップ・サッカークラブチーム世界一決定戦 レアル・マドリード×オリンピア | 日本テレビ |
| 42   | 21.8%  | 6月14日 22:??-??:??  | FIFAワールドカップトゥデイ                                                   | 日本テレビ |
| 43   | 21.6%  | 6月16日 15:00-17:30  | 2002 FIFAワールドカップ™・決勝トーナメント スウェーデン×セネガル             | NHK総合    |
| 43   | 21.6%  | 11月11日 19:00-20:54 | 日米野球 全日本×大リーグ・第2戦                                              | 日本テレビ |
| 44   | 21.4%  | 1月1日 19:00-23:24   | 最強の男は誰だ!壮絶筋肉バトル!!スポーツマンNo.1決定戦XX                      | TBS        |
| 45   | 21.3%  | 5月11日 19:00-21:19  | THE BASEBALL バトルボールパーク宣言 巨人×阪神                                | 日本テレビ |
| 46   | 21.0%  | 11月9日 19:00-20:54  | 日米野球 巨人×大リーグ                                                       | 日本テレビ |
| 47   | 20.9%  | 11月20日 19:00-21:24 | サッカー・キリンチャレンジカップ2002 日本×アルゼンチン                       | テレビ朝日 |
| 48   | 20.8%  | 6月15日 15:00-17:30  | 2002 FIFAワールドカップ™・決勝トーナメント ドイツ×パラグアイ                 | NHK総合    |
| 49   | 20.5%  | 11月16日 19:30-22:10 | 日米野球 全日本×大リーグ・第6戦                                              | NHK総合    |
| 50   | 20.4%  | 6月6日 22:40-23:34   | FIFAワールドカップトゥデイ                                                   | テレビ朝日 |
| 51   | 20.3%  | 4月13日 19:00-21:24  | THE BASEBALL バトルボールパーク宣言 巨人×中日                                | 日本テレビ |
| 52   | 20.1%  | 6月10日 20:00-22:30  | 2002 FIFAワールドカップ™・D組 ポルトガル×ポーランド                          | NHK総合    |
| 53   | 20.0%  | 9月27日 21:00-23:24  | 最強の男は誰だ!壮絶筋肉バトル!!スポーツマンNo.1決定戦XXII                    | TBS        |

### テレビドラマ・映画
| 順位 | 視聴率 | 放送日               | 番組名                                                                          | 放送局     |
| ---- | ------ | -------------------- | ------------------------------------------------------------------------------- | ---------- |
| 1    | 38.4%  | 9月6日 21:04-23:37   | 北の国から2002遺言・前編                                                        | フジテレビ |
| 2    | 33.6%  | 9月7日 20:07-23:09   | 北の国から2002遺言・後編                                                        | フジテレビ |
| 3    | 27.6%  | 1月20日 20:00-20:45  | 利家とまつ〜加賀百万石物語〜                                                    | NHK総合    |
| 4    | 27.5%  | 1月27日 20:00-20:45  | 利家とまつ〜加賀百万石物語〜                                                    | NHK総合    |
| 4    | 27.5%  | 9月28日 8:15-8:30    | 連続テレビ小説・さくら（最終回）                                                | NHK総合    |
| 5    | 27.0%  | 6月24日 21:00-22:24  | 空から降る一億の星（最終回）                                                    | フジテレビ |
| 5    | 27.0%  | 7月16日 8:15-8:30    | 連続テレビ小説・さくら                                                          | NHK総合    |
| 6    | 26.7%  | 4月21日 20:00-20:45  | 利家とまつ〜加賀百万石物語〜                                                    | NHK総合    |
| 7    | 26.6%  | 9月12日 8:15-8:30    | 連続テレビ小説・さくら                                                          | NHK総合    |
| 8    | 26.4%  | 3月17日 20:00-20:45  | 利家とまつ〜加賀百万石物語〜                                                    | NHK総合    |
| 9    | 26.1%  | 8月29日 8:15-8:30    | 連続テレビ小説・さくら                                                          | NHK総合    |
| 10   | 26.0%  | 7月6日 8:15-8:30     | 連続テレビ小説・さくら                                                          | NHK総合    |
| 10   | 26.0%  | 7月10日 8:15-8:30    | 連続テレビ小説・さくら                                                          | NHK総合    |
| 11   | 25.8%  | 9月26日 21:00-22:54  | 橋田壽賀子ドラマ・渡る世間は鬼ばかり 秋の2時間スペシャル                        | TBS        |
| 12   | 25.7%  | 2月24日 20:00-20:45  | 利家とまつ〜加賀百万石物語〜                                                    | NHK総合    |
| 12   | 25.7%  | 4月15日 21:00-22:09  | 空から降る一億の星（初回）                                                      | フジテレビ |
| 13   | 25.6%  | 9月7日 8:15-8:30     | 連続テレビ小説・さくら                                                          | NHK総合    |
| 14   | 25.2%  | 7月27日 8:15-8:30    | 連続テレビ小説・さくら                                                          | NHK総合    |
| 15   | 25.0%  | 8月30日 21:02-22:52  | 金曜エンタテイメント・北の国から 記憶 1989〜1998                                | フジテレビ |
| 15   | 25.0%  | 12月15日 20:00-21:45 | 利家とまつ〜加賀百万石物語〜（最終回）                                          | NHK総合    |
| 16   | 24.9%  | 2月12日 8:00-8:15    | 連続テレビ小説・ほんまもん                                                      | NHK総合    |
| 16   | 24.9%  | 6月27日 21:00-21:54  | 橋田壽賀子ドラマ・渡る世間は鬼ばかり                                            | TBS        |
| 16   | 24.9%  | 9月18日 8:15-8:30    | 連続テレビ小説・さくら                                                          | NHK総合    |
| 17   | 24.8%  | 2月3日 20:00-20:45   | 利家とまつ〜加賀百万石物語〜                                                    | NHK総合    |
| 18   | 24.7%  | 1月19日 8:00-8:15    | 連続テレビ小説・ほんまもん                                                      | NHK総合    |
| 18   | 24.7%  | 8月7日 8:15-8:30     | 連続テレビ小説・さくら                                                          | NHK総合    |
| 19   | 24.6%  | 3月10日 20:00-20:45  | 利家とまつ〜加賀百万石物語〜                                                    | NHK総合    |
| 19   | 24.6%  | 7月13日 21:00-22:52  | 土曜ワイド劇場・法医学教室の事件ファイル16                                      | テレビ朝日 |
| 19   | 24.6%  | 12月26日 21:00-23:09 | 橋田壽賀子ドラマ・渡る世間は鬼ばかり 年末スペシャル                             | TBS        |
| 20   | 24.5%  | 6月4日 8:15-8:30     | 連続テレビ小説・さくら                                                          | NHK総合    |
| 20   | 24.5%  | 6月14日 8:15-8:30    | 連続テレビ小説・さくら                                                          | NHK総合    |
| 20   | 24.5%  | 8月14日 8:15-8:30    | 連続テレビ小説・さくら                                                          | NHK総合    |
| 20   | 24.5%  | 10月31日 21:00-21:54 | 橋田壽賀子ドラマ・渡る世間は鬼ばかり                                            | TBS        |
| 20   | 24.5%  | 12月12日 21:00-21:54 | 橋田壽賀子ドラマ・渡る世間は鬼ばかり                                            | TBS        |
| 21   | 24.4%  | 11月21日 21:00-21:54 | 橋田壽賀子ドラマ・渡る世間は鬼ばかり                                            | TBS        |
| 22   | 24.3%  | 3月3日 20:00-20:45   | 利家とまつ〜加賀百万石物語〜                                                    | NHK総合    |
| 23   | 24.2%  | 1月22日 8:00-8:15    | 連続テレビ小説・ほんまもん                                                      | NHK総合    |
| 23   | 24.2%  | 4月25日 21:00-21:54  | 橋田壽賀子ドラマ・渡る世間は鬼ばかり                                            | TBS        |
| 23   | 24.2%  | 5月29日 8:15-8:30    | 連続テレビ小説・さくら                                                          | NHK総合    |
| 23   | 24.2%  | 5月31日 8:15-8:30    | 連続テレビ小説・さくら                                                          | NHK総合    |
| 23   | 24.2%  | 6月27日 8:15-8:30    | 連続テレビ小説・さくら                                                          | NHK総合    |
| 23   | 24.2%  | 7月14日 20:00-20:45  | 利家とまつ〜加賀百万石物語〜                                                    | NHK総合    |
| 23   | 24.2%  | 8月8日 21:00-21:54   | 橋田壽賀子ドラマ・渡る世間は鬼ばかり                                            | TBS        |
| 24   | 24.1%  | 1月28日 8:00-8:15    | 連続テレビ小説・ほんまもん                                                      | NHK総合    |
| 24   | 24.1%  | 5月6日 21:00-21:54   | 空から降る一億の星                                                              | フジテレビ |
| 25   | 24.0%  | 7月30日 8:15-8:30    | 連続テレビ小説・さくら                                                          | NHK総合    |
| 26   | 23.9%  | 7月7日 20:00-20:45   | 利家とまつ〜加賀百万石物語〜                                                    | NHK総合    |
| 27   | 23.8%  | 8月27日 21:00-23:24  | 明智小五郎対怪人二十面相                                                        | TBS        |
| 27   | 23.8%  | 10月3日 21:00-21:54  | 橋田壽賀子ドラマ・渡る世間は鬼ばかり                                            | TBS        |
| 28   | 23.6%  | 1月7日 21:00-22:09   | 人にやさしく（初回）                                                            | フジテレビ |
| 28   | 23.6%  | 7月11日 21:00-21:54  | 橋田壽賀子ドラマ・渡る世間は鬼ばかり                                            | TBS        |
| 28   | 23.6%  | 7月18日 21:00-21:54  | 橋田壽賀子ドラマ・渡る世間は鬼ばかり                                            | TBS        |
| 28   | 23.6%  | 12月20日 8:15-8:30   | 連続テレビ小説・まんてん                                                        | NHK総合    |
| 29   | 23.5%  | 2月20日 8:00-8:15    | 連続テレビ小説・ほんまもん                                                      | NHK総合    |
| 29   | 23.5%  | 4月11日 21:00-21:54  | 橋田壽賀子ドラマ・渡る世間は鬼ばかり                                            | TBS        |
| 29   | 23.5%  | 4月22日 21:00-21:54  | 空から降る一億の星                                                              | フジテレビ |
| 29   | 23.5%  | 7月3日 22:00-22:54   | ごくせん（最終回）                                                              | 日本テレビ |
| 30   | 23.4%  | 5月16日 8:15-8:30    | 連続テレビ小説・さくら                                                          | NHK総合    |
| 30   | 23.4%  | 10月17日 21:00-21:54 | 橋田壽賀子ドラマ・渡る世間は鬼ばかり                                            | TBS        |
| 30   | 23.4%  | 10月20日 20:00-20:45 | 利家とまつ〜加賀百万石物語〜                                                    | NHK総合    |
| 31   | 23.3%  | 2月17日 20:00-20:45  | 利家とまつ〜加賀百万石物語〜                                                    | NHK総合    |
| 31   | 23.3%  | 3月8日 8:15-8:30     | 連続テレビ小説・ほんまもん                                                      | NHK総合    |
| 31   | 23.3%  | 9月23日 21:00-22:48  | スーパーテレビ特別版・実録ドラマスペシャル よど号ハイジャック事件 122時間の真実 | 日本テレビ |
| 32   | 23.2%  | 3月24日 20:30-21:15  | 利家とまつ〜加賀百万石物語〜                                                    | NHK総合    |
| 32   | 23.2%  | 4月4日 21:00-22:54   | 橋田壽賀子ドラマ・渡る世間は鬼ばかり 2002年スペシャル（初回）                   | TBS        |
| 32   | 23.2%  | 5月6日 8:15-8:30     | 連続テレビ小説・さくら                                                          | NHK総合    |
| 32   | 23.2%  | 6月2日 20:00-20:45   | 利家とまつ〜加賀百万石物語〜                                                    | NHK総合    |
| 33   | 23.1%  | 4月10日 8:15-8:30    | 連続テレビ小説・さくら                                                          | NHK総合    |
| 33   | 23.1%  | 7月3日 21:00-22:09   | ショムニファイナル（初回）                                                      | フジテレビ |
| 34   | 23.0%  | 5月16日 21:00-22:54  | 橋田壽賀子ドラマ・渡る世間は鬼ばかり                                            | TBS        |
| 35   | 22.9%  | 4月17日 8:15-8:30    | 連続テレビ小説・さくら                                                          | NHK総合    |
| 35   | 22.9%  | 4月26日 8:15-8:30    | 連続テレビ小説・さくら                                                          | NHK総合    |
| 35   | 22.9%  | 11月14日 21:00-21:54 | 橋田壽賀子ドラマ・渡る世間は鬼ばかり                                            | TBS        |
| 35   | 22.9%  | 11月17日 20:00-20:45 | 利家とまつ〜加賀百万石物語〜                                                    | NHK総合    |
| 35   | 22.9%  | 11月28日 21:00-21:54 | 橋田壽賀子ドラマ・渡る世間は鬼ばかり                                            | TBS        |
| 36   | 22.8%  | 2月26日 8:15-8:30    | 連続テレビ小説・ほんまもん                                                      | NHK総合    |
| 36   | 22.8%  | 4月30日 8:15-8:30    | 連続テレビ小説・さくら                                                          | NHK総合    |
| 36   | 22.8%  | 5月2日 21:00-21:54   | 橋田壽賀子ドラマ・渡る世間は鬼ばかり                                            | TBS        |
| 36   | 22.8%  | 12月8日 20:00-20:45  | 利家とまつ〜加賀百万石物語〜                                                    | NHK総合    |
| 37   | 22.7%  | 9月5日 21:00-21:54   | 橋田壽賀子ドラマ・渡る世間は鬼ばかり                                            | TBS        |
| 37   | 22.7%  | 9月21日 8:15-8:30    | 連続テレビ小説・さくら                                                          | NHK総合    |
| 38   | 22.6%  | 1月14日 21:00-21:54  | 人にやさしく                                                                    | フジテレビ |
| 38   | 22.6%  | 12月1日 21:00-21:54  | 橋田壽賀子ドラマ・渡る世間は鬼ばかり                                            | TBS        |
|      | 22.5%  | 3月18日 21:00-22:09  | 人にやさしく（最終回）                                                          | フジテレビ |
| 39   | 22.4%  | 5月9日 21:00-21:54   | 橋田壽賀子ドラマ・渡る世間は鬼ばかり                                            | TBS        |
| 39   | 22.4%  | 10月11日 8:15-8:30   | 連続テレビ小説・まんてん                                                        | NHK総合    |
| 40   | 22.3%  | 5月13日 21:00-21:54  | 空から降る一億の星                                                              | フジテレビ |
| 40   | 22.3%  | 5月27日 21:00-21:54  | 空から降る一億の星                                                              | フジテレビ |
| 40   | 22.3%  | 7月4日 21:00-21:54   | 橋田壽賀子ドラマ・渡る世間は鬼ばかり                                            | TBS        |
| 40   | 22.3%  | 8月29日 21:00-21:54  | 橋田壽賀子ドラマ・渡る世間は鬼ばかり                                            | TBS        |
| 41   | 22.2%  | 3月23日 8:15-8:30    | 連続テレビ小説・ほんまもん                                                      | NHK総合    |
| 41   | 22.2%  | 4月18日 21:00-21:54  | 橋田壽賀子ドラマ・渡る世間は鬼ばかり                                            | TBS        |
| 41   | 22.2%  | 10月1日 8:15-8:30    | 連続テレビ小説・まんてん                                                        | NHK総合    |
| 41   | 22.2%  | 10月18日 8:15-8:30   | 連続テレビ小説・まんてん                                                        | NHK総合    |
| 41   | 22.2%  | 12月5日 8:15-8:30    | 連続テレビ小説・まんてん                                                        | NHK総合    |
| 42   | 22.1%  | 9月12日 21:00-21:54  | 橋田壽賀子ドラマ・渡る世間は鬼ばかり                                            | TBS        |
| 42   | 22.1%  | 11月24日 20:00-20:45 | 利家とまつ〜加賀百万石物語〜                                                    | NHK総合    |
| 43   | 22.0%  | 4月29日 21:00-21:54  | 空から降る一億の星                                                              | フジテレビ |
| 43   | 22.0%  | 11月8日 8:15-8:30    | 連続テレビ小説・まんてん                                                        | NHK総合    |
| 44   | 21.9%  | 7月1日 21:00-22:09   | ランチの女王                                                                    | フジテレビ |
| 45   | 21.8%  | 5月7日 21:03-22:54   | 火曜サスペンス劇場 弁護士・高林鮎子30 やまびこ6号・十和田湖に泣く女             | 日本テレビ |
| 45   | 21.8%  | 5月12日 20:00-20:45  | 利家とまつ〜加賀百万石物語〜                                                    | NHK総合    |
| 45   | 21.8%  | 8月15日 21:00-21:54  | 橋田壽賀子ドラマ・渡る世間は鬼ばかり                                            | TBS        |
| 46   | 21.7%  | 4月14日 20:00-20:45  | 利家とまつ〜加賀百万石物語〜                                                    | NHK総合    |
| 47   | 21.6%  | 3月11日 8:00-8:15    | 連続テレビ小説・ほんまもん                                                      | NHK総合    |
| 47   | 21.6%  | 3月13日 8:15-8:30    | 連続テレビ小説・ほんまもん                                                      | NHK総合    |
| 47   | 21.6%  | 8月31日 21:00-22:54  | ゴールデンシアター・ウォーターボーイズ                                          | フジテレビ |
| 47   | 21.6%  | 11月1日 8:15-8:30    | 連続テレビ小説・まんてん                                                        | NHK総合    |
| 47   | 21.6%  | 12月5日 21:00-21:54  | 橋田壽賀子ドラマ・渡る世間は鬼ばかり                                            | TBS        |
| 48   | 21.5%  | 4月5日 8:15-8:30     | 連続テレビ小説・さくら                                                          | NHK総合    |
| 48   | 21.5%  | 6月6日 21:00-21:54   | 橋田壽賀子ドラマ・渡る世間は鬼ばかり                                            | TBS        |
| 48   | 21.5%  | 8月2日 21:02-22:52   | 金曜エンタテイメント・実録 福田和子                                             | フジテレビ |
| 48   | 21.5%  | 10月10日 21:00-21:54 | 橋田壽賀子ドラマ・渡る世間は鬼ばかり                                            | TBS        |
| 48   | 21.5%  | 12月14日 8:15-8:30   | 連続テレビ小説・まんてん                                                        | NHK総合    |
| 49   | 21.4%  | 2月18日 21:00-21:54  | 人にやさしく                                                                    | フジテレビ |
| 49   | 21.4%  | 2月25日 21:00-21:54  | 人にやさしく                                                                    | フジテレビ |
| 49   | 21.4%  | 5月19日 20:00-20:45  | 利家とまつ〜加賀百万石物語〜                                                    | NHK総合    |
| 49   | 21.4%  | 7月12日 21:00-23:39  | 金曜特別ロードショー スター・ウォーズ エピソード1/ファントム・メナス            | 日本テレビ |
| 50   | 21.3%  | 3月4日 21:00-21:54   | 人にやさしく                                                                    | フジテレビ |
| 50   | 21.3%  | 10月14日 20:00-20:54 | ナショナル劇場・水戸黄門 第31部（初回）                                         | TBS        |
| 51   | 21.2%  | 9月16日 21:00-21:54  | ランチの女王（最終回）                                                          | フジテレビ |
| 51   | 21.2%  | 9月19日 21:00-21:54  | 橋田壽賀子ドラマ・渡る世間は鬼ばかり                                            | TBS        |
| 51   | 21.2%  | 11月20日 8:15-8:30   | 連続テレビ小説・まんてん                                                        | NHK総合    |
| 51   | 21.2%  | 11月29日 8:15-8:30   | 連続テレビ小説・まんてん                                                        | NHK総合    |
| 52   | 21.1%  | 3月31日 20:00-20:45  | 利家とまつ〜加賀百万石物語〜                                                    | NHK総合    |
| 52   | 21.1%  | 8月1日 21:00-21:54   | 橋田壽賀子ドラマ・渡る世間は鬼ばかり                                            | TBS        |
| 52   | 21.1%  | 11月16日 8:15-8:30   | 連続テレビ小説・まんてん                                                        | NHK総合    |
| 53   | 21.0%  | 12月29日 21:00-23:14 | 映画特別企画 釣りバカ日誌12 史上最大の有給休暇                                  | TBS        |
| 54   | 20.9%  | 1月28日 21:00-21:54  | 人にやさしく                                                                    | フジテレビ |
| 54   | 20.9%  | 7月9日 21:03-23:24   | 火曜サスペンス劇場 松本清張スペシャル・事故                                     | 日本テレビ |
| 54   | 20.9%  | 7月14日 21:00-23:24  | 日曜洋画劇場 スター・ウォーズ エピソード5/帝国の逆襲・特別篇                    | テレビ朝日 |
| 54   | 20.9%  | 8月2日 21:03-22:54   | 金曜ロードショー となりのトトロ                                                 | 日本テレビ |
| 55   | 20.8%  | 1月15日 21:03-22:54  | 火曜サスペンス劇場 松本清張スペシャル・一年半待て                               | 日本テレビ |
| 56   | 20.7%  | 3月2日 21:00-23:21   | 松本清張没後10年記念 ビートたけしドラマスペシャル・張込み                       | テレビ朝日 |
| 56   | 20.7%  | 4月16日 21:03-22:54  | 火曜サスペンス劇場 新・女検事 霞夕子19 犬を飼う女                               | 日本テレビ |
| 56   | 20.7%  | 7月21日 20:00-20:45  | 利家とまつ〜加賀百万石物語〜                                                    | NHK総合    |
| 57   | 20.6%  | 1月10日 22:00-23:09  | 恋ノチカラ                                                                      | フジテレビ |
| 57   | 20.6%  | 2月11日 21:00-21:54  | 人にやさしく                                                                    | フジテレビ |
| 57   | 20.6%  | 7月25日 21:00-21:54  | 橋田壽賀子ドラマ・渡る世間は鬼ばかり                                            | TBS        |
| 58   | 20.5%  | 1月21日 21:00-21:54  | 人にやさしく                                                                    | フジテレビ |
| 58   | 20.5%  | 7月19日 21:03-23:19  | 金曜ロードショー・耳をすませば                                                  | 日本テレビ |
| 59   | 20.4%  | 1月29日 21:03-22:54  | 火曜サスペンス劇場・親父                                                        | 日本テレビ |
| 59   | 20.4%  | 8月18日 20:00-20:45  | 利家とまつ〜加賀百万石物語〜                                                    | NHK総合    |
| 59   | 20.4%  | 9月8日 20:00-20:45   | 利家とまつ〜加賀百万石物語〜                                                    | NHK総合    |
| 59   | 20.4%  | 11月10日 20:00-20:45 | 利家とまつ〜加賀百万石物語〜                                                    | NHK総合    |
| 60   | 20.3%  | 5月20日 21:00-21:54  | 空から降る一億の星                                                              | フジテレビ |
| 60   | 20.3%  | 7月28日 20:00-20:45  | 利家とまつ〜加賀百万石物語〜                                                    | NHK総合    |
| 60   | 20.3%  | 8月11日 20:00-20:45  | 利家とまつ〜加賀百万石物語〜                                                    | NHK総合    |
| 61   | 20.2%  | 1月11日 21:02-22:52  | 金曜エンタテイメント・新春特別企画 スチュワーデス刑事6                          | フジテレビ |
| 61   | 20.2%  | 9月1日 20:00-20:45   | 利家とまつ〜加賀百万石物語〜                                                    | NHK総合    |
| 61   | 20.2%  | 9月22日 20:00-20:45  | 利家とまつ〜加賀百万石物語〜                                                    | NHK総合    |
| 61   | 20.2%  | 10月5日 21:00-23:34  | ゴールデンシアター・マトリックス                                                | フジテレビ |
| 61   | 20.2%  | 11月3日 20:00-20:45  | 利家とまつ〜加賀百万石物語〜                                                    | NHK総合    |
| 62   | 20.1%  | 2月10日 21:00-24:24  | 日曜洋画劇場35周年特別企画・プライベート・ライアン                              | テレビ朝日 |
| 62   | 20.1%  | 3月28日 21:00-23:24  | 3年B組金八先生・卒業スペシャル（最終回）                                        | TBS        |
| 62   | 20.1%  | 10月6日 20:00-20:45  | 利家とまつ〜加賀百万石物語〜                                                    | NHK総合    |
| 63   | 20.0%  | 1月19日 21:00-21:54  | ナースマン                                                                      | 日本テレビ |
| 63   | 20.0%  | 4月23日 21:03-22:54  | 火曜サスペンス劇場 地方記者・立花陽介18 津軽弘前通信局                          | 日本テレビ |
| 63   | 20.0%  | 4月28日 20:00-20:45  | 利家とまつ〜加賀百万石物語〜                                                    | NHK総合    |
| 63   | 20.0%  | 9月2日 21:00-21:54   | ランチの女王                                                                    | フジテレビ |

### バラエティ・歌番組
| 順位 | 視聴率 | 放送日               | 番組名                                                                                         | 放送局     |
| ---- | ------ | -------------------- | ---------------------------------------------------------------------------------------------- | ---------- |
| 1    | 47.3%  | 12月31日 21:30-23:45 | 第53回NHK紅白歌合戦・第2部                                                                     | NHK総合    |
| 2    | 37.1%  | 12月31日 19:30-21:25 | 第53回紅白歌合戦・第1部                                                                        | フジテレビ |
| 3    | 34.2%  | 1月14日 22:00-23:09  | SMAP×SMAP'02緊急生放送!今夜5人そろってスマップが出演します。                                   | フジテレビ |
| 4    | 31.7%  | 1月21日 22:00-22:54  | SMAP×SMAP                                                                                      | フジテレビ |
| 5    | 27.3%  | 11月19日 19:00-19:57 | 伊東家の食卓                                                                                   | 日本テレビ |
| 6    | 27.0%  | 11月5日 19:00-19:57  | 伊東家の食卓                                                                                   | 日本テレビ |
| 7    | 26.7%  | 2月12日 19:00-19:57  | 伊東家の食卓                                                                                   | 日本テレビ |
| 8    | 26.6%  | 1月22日 19:00-19:57  | 伊東家の食卓                                                                                   | 日本テレビ |
| 9    | 26.4%  | 1月28日 22:00-22:54  | SMAP×SMAP                                                                                      | フジテレビ |
| 10   | 26.0%  | 2月18日 22:00-22:54  | SMAP×SMAP                                                                                      | フジテレビ |
| 11   | 24.9%  | 1月29日 19:00-19:57  | 伊東家の食卓                                                                                   | 日本テレビ |
| 11   | 24.9%  | 11月26日 19:00-19:57 | 伊東家の食卓                                                                                   | 日本テレビ |
| 12   | 24.6%  | 1月6日 21:00-22:54   | 世界危険映像まる見え恐怖の怪奇事件大捜査スペシャル                                             | 日本テレビ |
| 13   | 24.3%  | 2月11日 22:00-22:54  | SMAP×SMAP                                                                                      | フジテレビ |
| 13   | 24.3%  | 3月3日 21:00-21:54   | 発掘!あるある大事典                                                                            | フジテレビ |
| 14   | 24.2%  | 1月15日 19:00-19:57  | 伊東家の食卓                                                                                   | 日本テレビ |
| 15   | 23.9%  | 3月18日 22:15-23:24  | SMAP×SMAP・初春15分拡大スペシャル                                                              | フジテレビ |
| 16   | 23.7%  | 2月25日 22:00-22:54  | SMAP×SMAP                                                                                      | フジテレビ |
| 16   | 23.7%  | 4月22日 22:00-22:54  | SMAP×SMAP                                                                                      | フジテレビ |
| 17   | 23.6%  | 7月11日 19:57-20:54  | 奇跡体験!アンビリバボー                                                                        | フジテレビ |
| 18   | 23.4%  | 2月17日 17:30-18:00  | 笑点                                                                                           | 日本テレビ |
| 18   | 23.4%  | 4月1日 22:00-23:24   | SMAP×SMAP・BISTRO☆SMAP SP おいしい大行進                                                       | フジテレビ |
| 18   | 23.4%  | 12月8日 17:30-18:00  | 笑点                                                                                           | 日本テレビ |
| 19   | 23.3%  | 3月12日 19:00-19:57  | 伊東家の食卓                                                                                   | 日本テレビ |
| 19   | 23.3%  | 4月3日 21:00-22:54   | ザ!世界仰天ニュース・史上最低の凶悪犯罪事件恐怖の真実スペシャル                                | 日本テレビ |
| 20   | 23.1%  | 9月2日 22:00-22:54   | SMAP×SMAP                                                                                      | フジテレビ |
| 21   | 23.0%  | 8月18日 16:59-20:54  | 24時間テレビ 「愛は地球を救う」25・PART6                                                       | 日本テレビ |
| 22   | 22.9%  | 2月12日 19:57-20:54  | 踊る!さんま御殿!!                                                                              | 日本テレビ |
| 22   | 22.9%  | 3月4日 22:00-22:54   | SMAP×SMAP                                                                                      | フジテレビ |
| 23   | 22.8%  | 5月6日 20:00-20:54   | 世界まる見え!テレビ特捜部                                                                      | 日本テレビ |
| 23   | 22.8%  | 8月26日 22:00-22:54  | SMAP×SMAP                                                                                      | フジテレビ |
| 24   | 22.7%  | 12月22日 17:30-18:00 | 笑点                                                                                           | 日本テレビ |
| 25   | 22.6%  | 2月26日 19:00-19:57  | 伊東家の食卓                                                                                   | 日本テレビ |
| 25   | 22.6%  | 5月6日 22:00-22:54   | SMAP×SMAP                                                                                      | フジテレビ |
| 25   | 22.6%  | 11月5日 20:00-20:45  | NHK歌謡コンサート                                                                              | NHK総合    |
| 25   | 22.6%  | 11月12日 19:00-19:57 | 伊東家の食卓                                                                                   | 日本テレビ |
| 25   | 22.6%  | 12月1日 17:30-18:00  | 笑点                                                                                           | 日本テレビ |
| 26   | 22.6%  | 12月21日 21:00-22:54 | さんま&SMAP!美女と野獣のクリスマススペシャル′02                                                | 日本テレビ |
| 26   | 22.6%  | 12月22日 19:00-19:57 | ザ!鉄腕!DASH!!                                                                                 | 日本テレビ |
| 27   | 22.5%  | 1月15日 19:57-20:54  | 踊る!さんま御殿!!                                                                              | 日本テレビ |
| 27   | 22.5%  | 4月23日 19:00-19:57  | 伊東家の食卓                                                                                   | 日本テレビ |
| 27   | 22.5%  | 8月12日 22:00-22:54  | SMAP×SMAP                                                                                      | フジテレビ |
| 28   | 22.4%  | 2月17日 19:00-19:57  | ザ!鉄腕!DASH!!                                                                                 | 日本テレビ |
| 28   | 22.4%  | 5月13日 22:00-22:54  | SMAP×SMAP                                                                                      | フジテレビ |
| 28   | 22.4%  | 6月25日 19:00-19:57  | 伊東家の食卓                                                                                   | 日本テレビ |
| 29   | 22.3%  | 2月11日 20:00-20:54  | 世界まる見え!テレビ特捜部                                                                      | 日本テレビ |
| 29   | 22.3%  | 3月19日 19:00-19:57  | 伊東家の食卓                                                                                   | 日本テレビ |
| 29   | 22.3%  | 5月27日 20:00-20:54  | 世界まる見え!テレビ特捜部                                                                      | 日本テレビ |
| 29   | 22.3%  | 6月11日 19:00-19:57  | 伊東家の食卓                                                                                   | 日本テレビ |
| 29   | 22.3%  | 12月15日 17:30-18:00 | 笑点                                                                                           | 日本テレビ |
| 30   | 22.2%  | 6月24日 22:30-23:24  | SMAP×SMAP                                                                                      | フジテレビ |
| 31   | 22.1%  | 8月27日 19:00-19:57  | 伊東家の食卓                                                                                   | 日本テレビ |
| 32   | 22.0%  | 1月21日 20:00-20:54  | 世界まる見え!テレビ特捜部                                                                      | 日本テレビ |
| 32   | 22.0%  | 4月8日 20:00-20:54   | 世界まる見え!テレビ特捜部                                                                      | 日本テレビ |
| 32   | 22.0%  | 7月29日 22:30-23:24  | SMAP×SMAP                                                                                      | フジテレビ |
| 33   | 21.9%  | 2月3日 17:30-18:00   | 笑点                                                                                           | 日本テレビ |
| 33   | 21.9%  | 2月24日 17:30-18:00  | 笑点                                                                                           | 日本テレビ |
| 33   | 21.9%  | 9月30日 18:55-20:54  | 秋の幸楽シーズン!関口宏の東京フレンドパークII・渡る世間は鬼ばかりの大逆襲!金貨収穫祭スペシャル | TBS        |
| 34   | 21.8%  | 5月7日 19:00-19:57   | 伊東家の食卓                                                                                   | 日本テレビ |
| 34   | 21.8%  | 10月1日 19:00-21:24  | 爆笑そっくりものまね紅白歌合戦スペシャル                                                       | フジテレビ |
| 34   | 21.8%  | 12月25日 20:00-23:24 | 笑っていいとも!クリスマス★特大号                                                               | フジテレビ |
| 35   | 21.7%  | 11月26日 20:00-20:45 | 永遠の女王・美空ひばりベストソング                                                             | NHK総合    |
| 36   | 21.6%  | 2月26日 19:57-20:54  | 踊る!さんま御殿!!                                                                              | 日本テレビ |
| 37   | 21.5%  | 1月22日 19:57-20:54  | 踊る!さんま御殿!!                                                                              | 日本テレビ |
| 37   | 21.5%  | 8月6日 19:00-19:57   | 伊東家の食卓                                                                                   | 日本テレビ |
| 37   | 21.5%  | 12月3日 19:00-19:57  | 伊東家の食卓                                                                                   | 日本テレビ |
| 38   | 21.4%  | 2月24日 19:00-19:57  | ザ!鉄腕!DASH!!                                                                                 | 日本テレビ |
| 38   | 21.4%  | 3月24日 19:00-19:57  | ザ!鉄腕!DASH!!                                                                                 | 日本テレビ |
| 39   | 21.3%  | 1月21日 19:00-19:54  | 関口宏の東京フレンドパークII                                                                   | TBS        |
| 39   | 21.3%  | 3月11日 21:00-21:54  | ビートたけしのTVタックル                                                                       | テレビ朝日 |
| 40   | 21.2%  | 9月9日 22:00-22:54   | SMAP×SMAP                                                                                      | フジテレビ |
| 40   | 21.2%  | 10月20日 17:30-18:00 | 笑点                                                                                           | 日本テレビ |
| 41   | 21.0%  | 2月18日 20:00-20:54  | 世界まる見え!テレビ特捜部                                                                      | 日本テレビ |
| 41   | 21.0%  | 3月11日 22:00-22:54  | SMAP×SMAP                                                                                      | フジテレビ |
| 41   | 21.0%  | 11月5日 19:57-20:54  | 踊る!さんま御殿!!                                                                              | 日本テレビ |
| 42   | 20.9%  | 1月29日 19:57-20:54  | 踊る!さんま御殿!!                                                                              | 日本テレビ |
| 42   | 20.9%  | 2月11日 19:00-19:54  | 関口宏の東京フレンドパークII                                                                   | TBS        |
| 43   | 20.8%  | 11月6日 19:00-19:57  | 1億人の大質問!?笑ってコラえて!                                                                 | 日本テレビ |
| 43   | 20.8%  | 12月4日 19:00-19:57  | 1億人の大質問!?笑ってコラえて!                                                                 | 日本テレビ |
| 43   | 20.8%  | 12月8日 19:00-19:57  | ザ!鉄腕!DASH!!                                                                                 | 日本テレビ |
| 44   | 20.7%  | 6月2日 22:00-22:30   | おしゃれカンケイ                                                                               | 日本テレビ |
| 44   | 20.7%  | 11月19日 19:57-20:54 | 踊る!さんま御殿!!                                                                              | 日本テレビ |
| 45   | 20.6%  | 3月10日 19:00-19:57  | ザ!鉄腕!DASH!!                                                                                 | 日本テレビ |
| 45   | 20.6%  | 11月24日 19:00-19:57 | ザ!鉄腕!DASH!!                                                                                 | 日本テレビ |
| 45   | 20.6%  | 12月1日 19:00-19:57  | ザ!鉄腕!DASH!!                                                                                 | 日本テレビ |
| 46   | 20.5%  | 3月4日 19:57-20:54   | 世界まる見え!テレビ特捜部                                                                      | 日本テレビ |
| 46   | 20.5%  | 3月5日 19:57-20:54   | 踊る!さんま御殿!!                                                                              | 日本テレビ |
| 46   | 20.5%  | 3月21日 19:57-20:54  | 奇跡体験!アンビリバボー                                                                        | フジテレビ |
| 46   | 20.5%  | 4月7日 21:00-23:18   | 笑っていいとも!春の祭典大スペシャル                                                            | フジテレビ |
| 46   | 20.5%  | 4月13日 21:00-21:54  | 発掘!あるある大事典                                                                            | フジテレビ |
| 46   | 20.5%  | 5月27日 22:00-22:54  | SMAP×SMAP                                                                                      | フジテレビ |
| 46   | 20.5%  | 7月9日 19:00-19:57   | 伊東家の食卓                                                                                   | 日本テレビ |
| 46   | 20.5%  | 9月3日 19:00-19:57   | 伊東家の食卓                                                                                   | 日本テレビ |
| 46   | 20.5%  | 11月25日 18:55-19:54 | 関口宏の東京フレンドパークII                                                                   | TBS        |
| 47   | 20.4%  | 2月18日 23:00-23:30  | あいのり                                                                                       | フジテレビ |
| 47   | 20.4%  | 9月6日 19:57-20:54   | ザ・ジャッジ! 〜得する法律ファイル                                                             | フジテレビ |
| 47   | 20.4%  | 10月12日 18:30-20:54 | めちゃ×2イケてるッ!・超豪華な秋のブンブンブブブンスペシャル!                                   | フジテレビ |
| 47   | 20.4%  | 10月14日 20:00-20:54 | 世界まる見え!テレビ特捜部                                                                      | 日本テレビ |
| 47   | 20.4%  | 11月3日 17:30-18:00  | 笑点                                                                                           | 日本テレビ |
| 47   | 20.4%  | 11月4日 18:55-19:54  | 関口宏の東京フレンドパークII                                                                   | TBS        |
| 47   | 20.4%  | 12月3日 20:00-20:45  | NHK歌謡コンサート                                                                              | NHK総合    |
| 48   | 20.3%  | 1月4日 21:00-22:54   | はじめてのおつかい!新春初笑いスペシャル                                                        | 日本テレビ |
| 48   | 20.3%  | 1月23日 19:00-19:57  | 1億人の大質問!?笑ってコラえて!                                                                 | 日本テレビ |
| 48   | 20.3%  | 2月4日 20:00-20:54   | 世界まる見え!テレビ特捜部                                                                      | 日本テレビ |
| 48   | 20.3%  | 2月10日 19:00-19:57  | ザ!鉄腕!DASH!!                                                                                 | 日本テレビ |
| 48   | 20.3%  | 2月13日 19:00-19:57  | 1億人の大質問!?笑ってコラえて!                                                                 | 日本テレビ |
| 48   | 20.3%  | 6月26日 19:00-19:57  | 1億人の大質問!?笑ってコラえて!                                                                 | 日本テレビ |
| 48   | 20.3%  | 7月6日 19:00-??:??   | FNS27時間テレビ みんなのうた                                                                   | フジテレビ |
| 49   | 20.2%  | 1月21日 23:00-23:30  | あいのり                                                                                       | フジテレビ |
| 49   | 20.2%  | 6月25日 20:00-20:45  | NHK歌謡コンサート                                                                              | NHK総合    |
| 49   | 20.2%  | 10月29日 17:30-18:00 | 笑点                                                                                           | 日本テレビ |
| 50   | 20.1%  | 1月6日 17:30-18:00   | 笑点                                                                                           | 日本テレビ |
| 50   | 20.1%  | 7月21日 21:00-21:54  | 行列のできる法律相談所                                                                         | 日本テレビ |
| 50   | 20.1%  | 8月10日 19:30-22:00  | 第34回思い出のメロディー                                                                       | NHK総合    |
| 50   | 20.1%  | 10月17日 19:57-20:54 | 奇跡体験!アンビリバボー                                                                        | フジテレビ |
| 51   | 20.0%  | 2月24日 19:57-20:54  | 奇跡体験!アンビリバボー                                                                        | フジテレビ |
| 51   | 20.0%  | 8月26日 20:00-20:54  | 世界まる見え!テレビ特捜部                                                                      | 日本テレビ |
| 51   | 20.0%  | 10月8日 19:00-21:24  | 踊る踊る踊る!さんま御殿!!スペシャル                                                            | 日本テレビ |
| 51   | 20.0%  | 10月14日 18:55-19:54 | 関口宏の東京フレンドパークII                                                                   | TBS        |

### アニメ
| 順位 | 視聴率 | 放送日               | 番組名                                                                   | 放送局     |
| ---- | ------ | -------------------- | ------------------------------------------------------------------------ | ---------- |
| 1    | 25.6%  | 2月3日 18:30-19:00   | サザエさん                                                               | フジテレビ |
| 2    | 24.9%  | 4月21日 18:30-19:00  | サザエさん                                                               | フジテレビ |
| 3    | 24.5%  | 12月15日 18:30-19:00 | サザエさん                                                               | フジテレビ |
| 4    | 24.2%  | 12月1日 18:30-19:00  | サザエさん                                                               | フジテレビ |
| 5    | 23.6%  | 2月17日 18:30-19:00  | サザエさん                                                               | フジテレビ |
| 6    | 23.5%  | 11月24日 18:30-19:00 | サザエさん                                                               | フジテレビ |
| 7    | 23.3%  | 1月27日 18:30-19:00  | サザエさん                                                               | フジテレビ |
| 8    | 23.1%  | 3月10日 18:30-19:00  | サザエさん                                                               | フジテレビ |
| 9    | 22.8%  | 3月17日 18:30-19:00  | サザエさん                                                               | フジテレビ |
| 10   | 22.7%  | 2月24日 18:30-19:00  | サザエさん                                                               | フジテレビ |
| 11   | 22.5%  | 11月17日 18:30-19:00 | サザエさん                                                               | フジテレビ |
| 11   | 22.5%  | 12月8日 18:30-19:00  | サザエさん                                                               | フジテレビ |
| 12   | 22.3%  | 11月3日 18:30-19:00  | サザエさん                                                               | フジテレビ |
| 13   | 22.0%  | 3月3日 18:30-19:00   | サザエさん                                                               | フジテレビ |
| 13   | 22.0%  | 4月7日 18:30-19:00   | サザエさん                                                               | フジテレビ |
| 13   | 22.0%  | 9月22日 18:30-19:00  | サザエさん                                                               | フジテレビ |
| 13   | 22.0%  | 12月22日 18:30-19:00 | サザエさん                                                               | フジテレビ |
| 14   | 21.8%  | 10月6日 18:30-19:00  | サザエさん                                                               | フジテレビ |
| 15   | 21.6%  | 3月24日 18:30-19:00  | サザエさん                                                               | フジテレビ |
| 16   | 21.5%  | 2月10日 18:30-19:00  | サザエさん                                                               | フジテレビ |
| 16   | 21.5%  | 6月23日 18:30-19:00  | サザエさん                                                               | フジテレビ |
| 17   | 21.4%  | 12月29日 18:30-19:00 | サザエさん                                                               | フジテレビ |
| 18   | 21.3%  | 1月21日 19:30-20:00  | 名探偵コナン                                                             | 日本テレビ |
| 18   | 21.3%  | 5月26日 18:30-19:00  | サザエさん                                                               | フジテレビ |
| 19   | 21.2%  | 2月11日 19:30-20:00  | 名探偵コナン                                                             | 日本テレビ |
| 19   | 21.2%  | 9月15日 18:30-19:00  | サザエさん                                                               | フジテレビ |
| 20   | 21.0%  | 1月20日 18:00-19:00  | ちびまる子ちゃん'02冬お姉ちゃんの名前は…さきこだったのよ!SP              | フジテレビ |
| 20   | 21.0%  | 4月14日 18:30-19:00  | サザエさん                                                               | フジテレビ |
| 20   | 21.0%  | 10月20日 18:30-19:00 | サザエさん                                                               | フジテレビ |
| 21   | 20.9%  | 1月13日 18:00-19:00  | サザエさん成人の日スペシャル                                             | フジテレビ |
| 21   | 20.9%  | 3月18日 19:30-20:00  | 名探偵コナン                                                             | 日本テレビ |
| 22   | 20.6%  | 7月26日 21:03-22:54  | 金曜特別ロードショーTVスペシャル初登場・ルパン三世・ファーストコンタクト | 日本テレビ |
| 23   | 20.4%  | 1月28日 19:30-20:00  | 名探偵コナン                                                             | 日本テレビ |
| 24   | 20.0%  | 2月4日 19:30-20:00   | 名探偵コナン                                                             | 日本テレビ |

## 報道・情報・教養・ドキュメンタリー番組

### 終了番組

#### 3月
- 11日
  - くらし発見（NHK教育）
  - ストレッチマン（NHK教育）
  - ふしぎ研究所（NHK教育）
  - 夢伝説 〜世界の主役たち〜（NHK総合）
  - ふしぎのたまご（NHK教育）
  - ティーンズTV インターネット情報局（NHK教育）
- 13日
  - あいうえお（NHK教育）
  - ぼうけん!メカラッパ号（NHK教育）
  - わくわくサイエンス（NHK教育）
  - ティーンズTV ワールドドキュメント（NHK教育）
- 16日 - デジタル大図鑑（NHK教育）
- 17日 - オトナの試験（NHK総合）
- 24日 - 知ってるつもり?!（日本テレビ）
- 25日 - 超K-1宣言!（日本テレビ）
- 27日 - ふうふうごはん (フジテレビ)
- 28日
  - トゥナイト2（テレビ朝日）
  - 三軒茶屋モータリングクラブ（テレビ東京）
  - ぜっぴんTV（テレビ東京）
  - 格闘王（TBS）
- 29日
  - いちばん!エクスプレス（TBS）
  - エクスプレス（TBS）
  - レッツ!（日本テレビ）
  - 峰竜太のホンの昼メシ前 (日本テレビ)
  - N天トップ!（テレビ朝日）
  - シネマDo（テレビ東京）
  - フルーツサンデー（NHK BS2）
- 30日
  - 心にエール!ふるさと夢図鑑（中京テレビ）
  - マルコポーロの子供たち（フジテレビ）
  - ウィークエンドサテライト（テレビ東京）
  - 気分走快（テレビ東京）
  - 情報プロジェクトS（フジテレビ）
  - 科学デジタル大図鑑（NHK教育）
  - サイエンスアイ（NHK教育）
  - IR（テレビ東京）
  - 舘ひろし・神田正輝のゴルフ苦楽部（テレビ東京）
  - ダヴィンチの予言（テレビ朝日）
- 31日
  - 話題にアタック（フジテレビ）
  - いい加減にしろっ!（テレビ東京）
  - てれび博物館（東海テレビ）
  - ベストポジションSPORTS（テレビ朝日）
  - スポラブ（TBS）

#### 4月
- 5日 - だいすき北海道（NHK札幌）

#### 5月 - 6月
- 5月31日 - 地元発信! 東京ジモティ（フジテレビ）
- 6月29日 - やじうまワイド（テレビ朝日）

#### 9月
- 24日 - キティズパラダイスGOLD（テレビ東京）
- 27日 - ステキにごはん（日本テレビ）
- 28日
  - リアルタイム（毎日放送）
  - ザ・スクープ（テレビ朝日）
  - ワガまんまキッチン（テレビ朝日）
  - ねっとパラダイス（テレビ朝日）
  - 発見!ひざポン（テレビ朝日）
  - 大調査!! なるほど日本人（テレビ東京）
  - B-WAVE.tv 〜勝利の方程式〜（テレビ東京）
  - うまなりクン（フジテレビ）
- 29日  - THE独占サンデー（日本テレビ）

#### 10月
- 5日 - ナビゲーター21（テレビ東京）

#### 12月
- 28日 - テクノ探偵団（テレビ東京）

### 開始番組

#### 4月
- 1日
  - 朝いち!!やじうま（テレビ朝日）
  - いちばん!（TBS）
  - おはよう!グッデイ（TBS）
  - グッデイみやぎ（東北放送）
  - グッデイCBC（中部日本放送）
  - あさやん!（毎日放送）
  - おはよう!グッデイかごしま（南日本放送）
  - ザ!情報ツウ（日本テレビ）
  - NNNきょうの出来事 & SPORTSMAX（日本テレビ）- 改題リニューアル
  - うるおい宣言!（テレビ朝日）
  - 早出しニュースアイ（テレビ東京）
  - BSおかあさんといっしょ（NHK BS2）
  - ほっとてれび（中京テレビ）
  - 最強魂（日本テレビ）
  - 激スポ!（テレビ東京）
  - 直行便TV（フジテレビ）
  - 天然者R（北海道放送） - 改題リニューアル
- 2日 - 格闘Xパンクラス（テレビ東京）
- 5日
  - BSどーもくんワールド（NHK BS2）
  - クローズアップ東北（NHK仙台）
- 6日
  - みのもんたのサタデーずばッと（TBS）
  - 企業未来!チャレンジ21（テレビ東京）
  - スポナビ（フジテレビ）
  - くらしと経済（NHK総合）
  - 経済ナビゲーションHOKKAIDO（テレビ北海道）
  - 科学大好き土よう塾（NHK教育）
  - 土曜LIVE ワッツ!?ニッポン（フジテレビ）
  - 発見!ひざポン（テレビ朝日）
  - お金のソムリエ（テレビ東京）
  - 百歳バンザイ!（NHK総合）
  - J-SPORTS SUPER SOCCER PLUS（TBS）改題
  - アンカー!（北海道放送）
- 7日
  - 草野満代の朝なま報道局（TBS）
  - 新ニッポン探検隊（日本テレビ）
  - 旬が好き!（フジテレビ）
  - みっちゃく☆（テレビ愛知）
  - 巨人中毒（日本テレビ）
  - やべっちFC〜日本サッカー応援宣言〜（テレビ朝日）
  - J-SPO（TBS）
  - デジ屋台（TBS）
  - B-WAVE.tv 〜勝利の方程式〜（テレビ東京）
  - バーキンカフェ（TVQ九州放送）
- 8日
  - びっくりか（NHK教育）
  - ほくほくテレビ（NHK札幌）
- 9日
  - ピタゴラスイッチ（NHK教育）
  - ふしぎいっぱい（NHK教育）
  - ストレッチマン2（NHK教育）
  - スーパーえいごリアン（NHK教育）
  - くらし探偵団（NHK教育）
  - ティーンズTV GO!GO!ボランティア（NHK教育）
- 10日
  - ことばあ!（NHK教育）
  - サイエンス・ゴーゴー（NHK教育）
  - ティーンズTV 科学タイムトンネル（NHK教育）
- 11日 - スパスパ人間学（TBS）改題リニューアル
- 14日 - 日経スペシャル ガイアの夜明け（テレビ東京）
- 16日
  - 旅の香り 時の遊び（テレビ朝日）
  - 現代進行形TV イマジン!（ABC朝日放送）
- 21日 - てれび博物館 それってホント!?（東海テレビ）

#### 6月
- 1日 - BSブランチ（BS-i）

#### 7月
- 1日
  - やじうまプラス（テレビ朝日）改題リニューアル
  - 昔の恋〜愛した記憶〜（フジテレビ）

#### 9月
- 30日 
  - アナちゃん劇場 (日本テレビ)
  - スーパーモーニング あれこれニュースショー（テレビ朝日）改題リニューアル

#### 10月
- 1日 - キティズパラダイスFresh（テレビ東京）改題リニューアル
- 3日 - MOBI（日本テレビ）
- 4日 
  - ポシュレ（日本テレビ）
  - SOS（日本テレビ）
- 5日
  - スポナビZ（フジテレビ）改題リニューアル
  - サタモニ!（毎日放送）
  - サタデー総合研究所（テレビ朝日）
  - ファミりん（関西テレビ）
  - ポカポカ地球家族（テレビ朝日）
  - ワールドビジネスサテライト土曜版（テレビ東京）
  - あしたのG（フジテレビ）
- 6日 - 真相報道 バンキシャ!（日本テレビ）
- 7日
  - F-2（フジテレビ）
  - トリビアの泉 〜素晴らしきムダ知識〜（フジテレビ）
- 12日
  - BB-WAVE.tv 〜勝利の方程式〜（テレビ東京）
  - サタうま!（関西テレビ）
- 13日 - FREEDOM（テレビ東京）
- 19日 - 土曜の奇跡!TVのチカラ（テレビ朝日）

### 期間限定番組
- 7月13日 - 9月21日、ザ!激闘!大家族!!（TBS）

## バラエティ・音楽番組

### 終了番組

#### 1月 - 2月
- 1月27日 - 特命リサーチ200X（日本テレビ）
- 1月29日 - 特ネタ!ニッポン宝島（TBS）
- 2月18日 - わけありバラエティー みんなのヒミツ（フジテレビ）

#### 3月
- 3日 - HAMADA COMPANY 弾丸ヒーローズ（ABC朝日放送）
- 4日 - 歌って最高!（テレビ東京）
- 6日 - ウンナンのホントコ!（TBS）
- 12日
  - 直撃!!ウワサの5人（フジテレビ）
  - ジャングルブック（テレビ朝日）
  - たけし・所のWA風がきた!（ABC朝日放送）
- 14日
  - モー。たいへんでした（日本テレビ）
  - ここがヘンだよ日本人（TBS）
- 16日
  - 不思議どっとテレビ。これマジ!?（テレビ朝日）
  - サタっぱち 古舘の日本上陸（テレビ朝日）
- 17日
  - 欽ちゃんとみんなでしゃべって笑って（NHK総合）
  - 素人名人会（毎日放送）
  - ほんパラ!痛快ゼミナール（テレビ朝日）
  - 青春のポップス（NHK総合）
- 19日
  - 少年タイヤ（フジテレビ）
  - 赤ちゃん金ちゃんグレート5（フジテレビ）
  - 音楽屋（フジテレビ）
- 20日
  - 100%キャイ〜ン!（フジテレビ）
  - 明石家ウケんねん物語（フジテレビ）
- 21日 - ワンナイR&R（フジテレビ）深夜版最終回
- 22日
  - ウッチャンナンチャンのウリナリ!!（日本テレビ）
  - コント1000本ノック（フジテレビ）
- 23日
  - サタ☆スマ（フジテレビ）
  - マネーの虎（日本テレビ）深夜版最終回
- 24日 - ASAYAN（テレビ東京）
- 25日
  - 秘密の爆笑大問題（札幌テレビ）
  - 極楽とんぼのバスコ〜ンだろ!!（テレビ朝日）
  - 最後の晩餐（読売テレビ）
  - 用心棒（フジテレビ）
  - PPP（TBS）
  - 虎レバ（テレビ東京）
- 26日
  - 絶品!地球まるかじり（テレビ東京）
  - 爆笑問題の三者面談（テレビ東京）
  - 倫敦音楽館 Lon-mu（テレビ東京）
  - BEST HIT TV（テレビ朝日）
  - 1080°（テレビ東京）
  - キャイ〜ン式（TBS）
  - アイドルをさがせ!（テレビ東京）
  - アサ㊙ジャーナル（TBS）
  - ねこの穴（テレビ東京）
- 27日
  - パパパパPUFFY（テレビ朝日）
  - ナミダメ（テレビ東京）
  - BACK-UP!（フジテレビ）
  - ケイン・ザ・マッスル（TBS）
  - ピンパパ（中京テレビ）
  - 品庄内閣（TBS）
  - イマドコ?（テレビ朝日）
  - Yazawa魂（テレビ東京）
- 28日
  - いろもん3（日本テレビ）
  - オトセン!（TBS）
  - 帰ってきた!ウラまるカフェ（TBS）
  - ブラウンさん（日本テレビ）
- 29日
  - フジリコ（読売テレビ）
  - 新・美少女日記（テレビ東京）
  - 惑星beau☆beau（テレビ朝日）
  - AX MUSIC-FACTORY（日本テレビ）
- 31日
  - 雷波少年（日本テレビ）
  - ジャパン☆ウォーカー（日本テレビ）
  - なんやモー目茶苦茶屋（ABC朝日放送）
  - 紳助の人間マンダラ（関西テレビ）
  - 日本のミカタ（日本テレビ）
  - 料理バンザイ!（テレビ朝日）
  - ファッション通信（テレビ東京）

#### 5月 - 7月
- 5月4日 - 筋肉番付（TBS）
- 6月17日 - タイムショック21（テレビ朝日）
- 6月24日 - 人妻温泉（テレビ東京）
- 6月26日
  - 目撃!ドキュン（テレビ朝日）
  - せきらら白書（テレビ朝日）
  - 真夜中の嵐（日本テレビ）
- 6月27日
  - Mr.マリック魔法の時間（テレビ東京）
  - ぶらりプチ京都（関西テレビ）
- 7月6日 - 人生実感バラエティー 板尾家は朝から生中（毎日放送）

#### 9月
- 4日 - オフレコ!（TBS）
- 11日 - 力の限りゴーゴゴー!!（フジテレビ）
- 12日
  - 地球は女で回ってる?（日本テレビ）
  - ウルトラショップ（日本テレビ）
- 14日
  - クイズ!バーチャQ（テレビ朝日）
  - サタッぱち 古舘の買物ブギ!!（テレビ朝日）
- 15日 - 笑う犬の発見（フジテレビ）
- 16日 - ウィーケストリンク☆一人勝ちの法則（フジテレビ）
- 17日
  - アングリー・セブン（フジテレビ）
  - ジャングルTV 〜タモリの法則〜（毎日放送）
- 18日 - ザ・レターズ〜家族の愛にありがとう（フジテレビ）
- 21日
  - THE夜もヒッパレ（日本テレビ）
  - 本能のハイキック!（フジテレビ）
- 23日
  - 愛の貧乏脱出大作戦（テレビ東京）
  - ちゃんネプ 恋するウフフ…（テレビ朝日）
  - 秘密の超爆笑大問題（札幌テレビ）
- 24日 - イケ・チキ!!（TBS）
- 25日
  - 水曜どうでしょう（北海道テレビ）※終了後も不定期で新作を放送。
  - あんたにグラッツェ!（中京テレビ）
  - ガレッジヴァンガード（テレビ朝日）
  - 週刊V.WEST（関西テレビ）
  - 闘魂筋肉（TBS）
  - 変なおじさんTV（フジテレビ）
  - 千枚CD（フジテレビ）
  - GameWave（テレビ東京）
- 26日
  - ぷらちなロンドンブーツ（テレビ朝日）
  - ワンダフル（TBS）
  - BOON!（日本テレビ）
  - 穴ねのね（関西テレビ）
  - オトセンII（TBS）
  - T×2 Show（テレビ朝日）
  - 笑いの巨人（日本テレビ）
  - 美しい町（TBS）
  - 美神の踝（テレビ東京）
- 27日
  - 木梨サイクル（フジテレビ）
  - 美少女教育II（テレビ東京）
  - Chanoma girls（中京テレビ）
  - CDTV-Neo（TBS）
  - コイブミ（テレビ東京、テレビ大阪）
- 28日
  - テレビ王（テレビ朝日）
  - 土曜ドカンッ!!（読売テレビ）
  - トリビュート（フジテレビ）
  - 熱血!サンタマリア（フジテレビ）
  - 福山エンヂニヤリング（関西テレビ）
  - やしがにのウインク（フジテレビ）
  - 愛のエプロン2（テレビ朝日）
- 29日
  - イカロスの風（関西テレビ）
  - 得するテレビ（ABC朝日放送）
  - どろぬま仲裁人（日本テレビ）
  - 世代密林〜ジェネレーションジャングル（日本テレビ）
  - ハマラジャ（テレビ東京）
  - イチオシ（テレビ東京）
  - 進ぬ!電波少年（日本テレビ）
  - 吉本超合金F（テレビ大阪）
- 30日
  - 天（TBS）
  - ウルトラ（TBS）
  - 桂芸能社ファイナル（TBS）
  - ロストジェネレーション（日本テレビ）
  - 東京ストリートショー JACKSON（テレビ東京）

#### 11月 - 12月
- 11月19日 - 自信回復TV 胸はって行こう!（フジテレビ）
- 12月12日 - 週刊!特ダ〜ネ家族!!（日本テレビ）
- 12月14日 - デリバリー・スマップ デリ!スマ（フジテレビ）
- 12月17日 - 爆笑問題の開け!記憶の扉（テレビ東京）
- 12月20日 - いばらのもり（北海道テレビ）

### 開始番組

#### 1月 - 2月
- 1月12日 - 福山エンヂニヤリング（関西テレビ）
- 2月1日 - ドラバラ鈴井の巣（北海道テレビ放送）
- 2月3日 - 特命リサーチ200X-II（日本テレビ）

#### 4月
- 1日
  - 親の顔が見てみたい?（NHK総合）
  - ちゃんネプ 恋するウフフ…（テレビ朝日）
  - 秘密の超爆笑大問題（札幌テレビ）
  - 極楽とんぼのバスコ〜ンつってんだろ!!（テレビ朝日）
  - 天（TBS）
  - BAN!BOO!ぱいん!!（読売テレビ）
  - ウルトラ（TBS）
  - 桂芸能社ファイナル（TBS）
- 2日
  - 味わいパスポート（NHK総合）
  - さまぁ〜ずと優香の怪しいホール貸しちゃうのかよ!!(仮)（テレビ朝日）
  - 畑野スタイル（テレビ東京）
  - イケ・チキ!!（TBS）
  - 名門!アサ㊙ジャーナル（TBS）
  - 東京キャンパス・バウンド（テレビ朝日）
- 3日
  - わたしはあきらめない（NHK総合）
  - Matthew's Best Hit TV（テレビ朝日）ネオバラエティ進出
  - タレコミ（テレビ東京）
  - 闘魂筋肉（TBS）
  - トリセツ（テレビ朝日）
- 4日
  - ミュージック・カクテル（NHK総合）
  - Chanoma girls（中京テレビ）
  - THE STREET FIGHTERS（テレビ朝日）
- 5日
  - やるヌキッ!（テレビ東京）
  - メンズ・キャイ〜ン（テレビ朝日）
  - コイブミ（テレビ東京、テレビ大阪）
  - 東京女事務所（テレビ東京）
- 6日
  - 海においでよ!（テレビ愛知）
  - ホップ!ステップ!シャンプー!（ABC朝日放送）
  - baseよしもとワッショイ大作戦（ABC朝日放送）
  - MUSIC RA-TE（中京テレビ）
  - マスクマン!（日本テレビ）
  - ランガング（ABC朝日放送）
- 7日
  - イカロスの風（関西テレビ）
  - みっちゃく☆（テレビ愛知）
  - どろぬま仲裁人（日本テレビ）
  - 世代密林〜ジェネレーションジャングル（日本テレビ）
  - 特ダネ野郎えぇチーム（ABC朝日放送）
  - 太っ腹!紳助ファンど（関西テレビ）
  - パワーバンク（日本テレビ）
  - にっぽん愉快家族（NHK総合）
  - 隠れ家ごはん!〜メニューのない料理店〜（テレビ朝日）
  - 行列のできる法律相談所（日本テレビ）
  - そして音楽が始まる（テレビ東京）
  - スタメンBAND（テレビ東京）
- 8日
  - ウィーケストリンク☆一人勝ちの法則（フジテレビ）
  - カヴァーしようよ!（テレビ東京）
- 9日
  - サバイバー（TBS）
  - アングリー・セブン（フジテレビ）
  - wao!（名古屋テレビ）
- 10日
  - 水10!（フジテレビ）
    - ココリコミラクルタイプ
    - ハッピーボーイズ!

  - プチマリッジ（フジテレビ）
  - 千枚CD（フジテレビ）
  - ハローランド（フジテレビ）
- 11日 - 禁じられた遊び（フジテレビ）
- 13日
  - トリビュート（フジテレビ）
  - デリバリー・スマップ デリ!スマ（フジテレビ）
  - やしがにのウインク（フジテレビ）
- 14日
  - 人生実感バラエティー 板尾家は朝から生中（毎日放送）
  - ハマラジャ（テレビ東京）
- 15日 - さまぁ〜ずげりらっパ（名古屋テレビ）
- 16日 - 爆笑問題の開け!記憶の扉（テレビ東京）
- 17日 - ウッチャきナンチャき（TBS）
- 18日 - 地球は女で回ってる?（日本テレビ）
- 19日 - マネーの虎（日本テレビ）ゴールデン進出
- 20日
  - サタッぱち 古舘の買物ブギ!!（テレビ朝日）
  - 本能のハイキック!（フジテレビ）
- 27日 - クイズ!バーチャQ（テレビ朝日）
- 28日
  - 決定!これが日本のベスト100（テレビ朝日）
  - 大改造!!劇的ビフォーアフター（ABC朝日放送）

#### 5月 - 8月
- 5月1日 - ザ・レターズ〜家族の愛にありがとう（フジテレビ）
- 5月2日 - コスモ★エンジェル（東海テレビ）
- 5月6日 - ロストジェネレーション（日本テレビ）
- 7月1日
  - お叱り!丸刈りーた（テレビ東京）
  - 昔の恋〜愛した記憶〜（フジテレビ）
- 7月2日
  - 小倉・高田の大人の道楽（テレビ東京）
  - クイズ・ポーカーフェイス（フジテレビ）
- 7月3日
  - 自分電視台 〜Self Produce TV〜（フジテレビ）
  - Cの嵐!（日本テレビ）
- 7月4日
  - 美神の踝（テレビ東京）
  - 相談アワー（テレビ朝日）
  - 遠足TV!（関西テレビ）
- 7月5日 - ティンティンTOWN!（日本テレビ）
- 7月14日 - ダシヌキ!（東海テレビ）
- 8月5日 - 南国楽園ショー（フジテレビ）

#### 9月 - 10月
- 9月30日
  - あんグラ☆NOW!（中京テレビ）
  - Pooh!（TBS）
  - 爆笑問題のススメ（札幌テレビ）
  - 美少女日記III（テレビ東京）
- 10月1日
  - おすぎとピーコの金持ちA様×貧乏B様（日本テレビ）
  - サイボーグ魂（TBS）
  - 名門!アサ㊙ジャーナル（TBS）
- 10月2日
  - 所さんの日本ジツワ銀行（日本テレビ）
  - 恋愛マスター（TBS）
  - J3 KANSAI（関西テレビ）
  - 24ピース（TBS）
  - GAME BREAK（テレビ東京）
  - AX MUSIC-TV 00（日本テレビ）
  - B-1（TBS）
  - 無添加（テレビ朝日）
- 10月3日
  - ブーケをねらえ!（TBS）
  - そんな所で…（テレビ朝日）
  - 秋葉な連中（テレビ東京）
  - ゲンキ王国（関西テレビ）
- 10月4日
  - 木梨ガイド・週末の達人（フジテレビ）
  - U-CDTV（TBS）
  - ぷらちなロンドンブーツHIGH↑（テレビ朝日）
  - ぷりっぷり（東海テレビ）
- 10月5日
  - なまあらし LIVESTORM（フジテレビ）
  - もしもツアーズ（フジテレビ）
  - もしも体感バラエティ if（関西テレビ）
  - 愛のエプロン3（テレビ朝日）
  - ブラックワイドショー・第三惑星放送協會（日本テレビ）
  - ケイン・コスギのGET IT ON（テレビ東京）
- 10月6日
  - 働くおっさん人形（フジテレビ）
  - 新★得するテレビ ホンジャマカな日曜日（ABC朝日放送）
  - Parky Party（テレビ東京）
  - 優香&ビビアンのムチャ修行!（中京テレビ）
  - ジェネジャン（日本テレビ）タイトル改題。
  - 1、2、駐在さんダァ〜!!（ABC朝日放送）
  - 男達の風景（テレビ東京）
  - 吉本超合金K・ケンコバ大王（テレビ大阪）
- 10月7日
  - ラブセン!（TBS）
  - トリビアの泉 〜素晴らしきムダ知識〜（フジテレビ）
  - 東京I指令（テレビ朝日）
  - ジョン万次郎（TBS）
  - 笑林寺!（TBS）
  - ケータイ将軍（日本テレビ）
- 10月8日 - タモリのグッジョブ!胸張ってこの仕事（毎日放送）
- 10月9日
  - NEPTUNEPRESENTS 日本列島元気満点! 力あわせてゴーゴゴー!!（フジテレビ）
  - 妖怪ブッサイくん（テレビ大阪）
  - 堂本剛の正直しんどい（テレビ朝日）
  - 志村流（フジテレビ）
- 10月10日
  - 銭形金太郎（テレビ朝日）
  - たけしの斎藤寝具店（フジテレビ）
- 10月12日
  - 体育王国（TBS）
  - 電波少年に毛が生えた 最後の聖戦（日本テレビ）
  - ayu ready?（フジテレビ）
- 10月13日
  - 笑う犬の情熱（フジテレビ）
  - 別れてもチュキな人（日本テレビ）
- 10月14日
  - 危機一髪!SOS（フジテレビ）
  - ジカダンパン!責任者出て来い!（テレビ東京）
- 10月16日 - ハッピーボーイズアワー爆笑おすピー問題!（フジテレビ）
- 10月17日
  - 週刊!特ダ〜ネ家族!!（日本テレビ）
  - 国民クイズ常識の時間（日本テレビ）
  - 今夜はえみぃ〜GO!!（毎日放送）
- 10月19日 - オチャわん!!（読売テレビ）
- 10月20日 - WINNERS（テレビ東京）
- 10月22日 - 自信回復TV 胸はって行こう!（フジテレビ）
- 10月23日
  - ハッピーボーイズアワー爆笑おすピー問題!（フジテレビ）
  - 恋のバカヤロー!（TBS）
- 10月26日 - 深夜戦隊ガリンペロ（フジテレビ）

### 期間限定番組
- 1月7日〜3月25日 - プロジェクトQ（ABC朝日放送）
- 2月6日〜3月27日 - 写めっけ!（テレビ愛知）
- 4月7日〜9月29日 - 巨人中毒（日本テレビ）
- 5月7日〜6月25日 - 写めっけ2!（テレビ愛知）
- 6月1日〜7月13日 - CDTVゴールド（TBS）
- 10月6日〜12月29日 - あさカフェ（関西テレビ）

### 再開番組
- 4月1日 - 美少女教育II（テレビ東京）
- 4月5日 - HAMASHO（読売テレビ）第2期開始
- 10月9日 - ワンナイR&R（フジテレビ）水10!枠、ゴールデン進出

## テレビドラマ

### NHKの主なテレビドラマ

#### NHK朝の連続テレビ小説
- 4-9月『さくら』
- 10月-『まんてん』

#### 大河ドラマ
- 『利家とまつ〜加賀百万石物語〜』

### 日本テレビ系の主なテレビドラマ

#### 水曜ドラマ
- 1-3月『続・平成夫婦茶碗』
- 4-6月『ごくせん』
- 7-9月『東京庭付き一戸建て』
- 10-12月『サイコドクター』

#### 土曜ドラマ
- 1-3月『ナースマン』
- 4-7月『ゴールデンボウル』
- 7-9月『探偵家族』
- 10-12月『リモート』

### TBS系の主なテレビドラマ

#### 水曜10時
- 1-3月『プリティガール』
- 4-6月『First love』
- 7-9月『マイリトルシェフ』
- 10-12月『やんパパ』

#### カネボウ木曜劇場
- 4-6月『しあわせのシッポ』
- 7-9月『ぼくが地球を救う』
- 10-12月『真夜中の雨』

#### 日曜劇場
- 1-3月『サラリーマン金太郎3』
- 4-6月『ヨイショの男』
- 7-9月『太陽の季節』
- 10-12月『おとうさん』

※『太陽の季節』をもって『東芝日曜劇場』を終了。『おとうさん』以降は東芝以外の複数の提供。

### フジテレビ系の主なテレビドラマ

#### 月曜9時
- 1-3月『人にやさしく』
- 4-6月『空から降る一億の星』
- 7-9月『ランチの女王』
- 10-12月『ホーム&アウェイ』

#### 火曜9時
- 1-3月『初体験』
- 4-6月『整形美人。』
- 7-9月『ナースのお仕事4』
- 10-12月『ダブルスコア』

#### 水曜9時
- 1-3月『ロング・ラブレター〜漂流教室〜』
- 4-6月『ウエディングプランナー SWEETデリバリー』
- 7-9月『ショムニFINAL』
- 10-12月『天才柳沢教授の生活』

### テレビ朝日系の主なテレビドラマ

#### テレ朝水曜21時枠刑事ドラマ
- （2001年10月）-3月『はみだし刑事情熱系』
- 4-9月『はぐれ刑事純情派』
- 10-12月『相棒・警視庁ふたりだけの特命係（season 1）』

#### 金曜ナイトドラマ
- 1-3月『TRICK2』
- 4－6月『九龍で会いましょう』
- 7-9月『ツーハンマン』
- 10-12月『イヴのすべて』

※ただし『イヴのすべて』だけは国産ドラマでなく外国ドラマ。音声はステレオでなく二ヶ国語だった。

## 2002年のアニメ
1月
- パタパタ飛行船の冒険
- ぱにょぱにょデ・ジ・キャラット
- 爆転シュート ベイブレード2002
- 炎の蜃気楼
- フルメタル・パニック!
- キン肉マンII世
- 七人のナナ
- おねがい☆ティーチャー
- アクエリアンエイジ Sign for Evolution
- ラーゼフォン
- Kanon

2月
- 幻魔大戦 神話前夜の章
- おジャ魔女どれみドッカ〜ン!
- ギャラクシーエンジェル（第2期）

3月
- ロックマンエグゼ
- GUN FRONTIER

4月
- ビジーバス
- HAPPY LESSON
- 東京アンダーグラウンド
- りぜるまいん
- 天地無用! GXP
- ちょびっツ
- .hack//SIGN
- アベノ橋魔法☆商店街
- 爆闘宣言ダイガンダー
- 満月をさがして
- 東京ミュウミュウ
- わがまま☆フェアリー ミルモでポン!
- フォルツァ!ひでまる
- ローリー・ポーリー・オーリー
- 天使な小生意気
- 電光超特急ヒカリアン
- デジモンフロンティア
- ぴたテン
- あずまんが大王
- 十二国記
- 藍より青し
- あたしンち
- ワイルド7 another
- サルゲッチュ ウキウキ大作戦!

5月
- ホイッスル!
- 王ドロボウJING

6月
- スフェリックス（ベトナム語版）

7月
- SAMURAI DEEPER KYO
- G-onらいだーす
- 最終兵器彼女
- Witch Hunter ROBIN
- 陸上防衛隊まおちゃん
- 朝霧の巫女
- ドラゴンドライブ
- 円盤皇女ワるきゅーレ
- ふぉうちゅんドッグす
- Totally Spies
- 楽しいダックタウン

8月
- プリンセスチュチュ
- キファイター・テラン
- 魔王ダンテ

9月
- OVERMANキングゲイナー
- ハングリーハート WILD STRIKER
- まほろまてぃっく ～もっと美しいもの～
- ぷちぷり*ユーシィ

10月
- 攻殻機動隊 STAND ALONE COMPLEX
- スパイラル －推理の絆－
- アソボット戦記五九
- よばれてとびでて!アクビちゃん（第2期）
- THEビッグオー ～Second Season～
- 花田少年史
- ヒートガイジェイ
- ボンバーマンジェッターズ
- シスタープリンセスRePure
- NARUTO
- プラトニックチェーン
- 真・女神転生デビルチルドレンライト＆ダーク
- 宇宙大作戦チョコベーダー
- GetBackers-奪還屋-
- 機動戦士ガンダムSEED
- りぜるまいん（第2シリーズ）
- ペコラ
- ギャラクシーエンジェル（第3期）
- 超重神グラヴィオン
- サイキックアカデミー煌羅万象
- キディ・グレイド
- 灰羽連盟
- 神世紀伝マーズ

11月
- 釣りバカ日誌
- げんきげんきノンタン
- 聖闘士星矢 冥王ハーデス十二宮編
- PIANO
- 奇鋼仙女ロウラン
- ポケットモンスター アドバンスジェネレーション
- 冒険者
- Weiß kreuz Gluhen

12月
- バロムワン